# えのきどいちろう意気揚々
えのきどいちろう意気揚々（えのきどいちろういきようよう）は、文化放送で1996年4月1日から2000年3月31日に放送された、平日朝のワイド番組である。

## 概要
本番組開始前まで、TOKYO FM、TBSラジオ、J-WAVEに出演してきたコラムニスト・えのきどいちろうが、初の帯番組を担当。えのきどは1993年より同局の「吉田照美のやる気MANMAN!」のラジオコラムコーナー「マイクサイドボクシング 俺に言わせろ」に出演してきたが、本格的生ワイド番組も初挑戦となった。
番組はえのきどのキャラクターを生かした企画が数多く展開され、日本ハムファイターズファンであるえのきどが、前日の試合や選手同行などを伝える「日本ハムファイターズ エキサイティングネットワーク」は「ライオンズナイター」を展開する同局に於いて出色の存在となり、その後のパ・リーグ全体を盛り上げる起爆剤となった。

## 放送時間
- 月 - 金曜 8時30分 - 11時 (JST)

## パーソナリティ
- えのきどいちろう[1][2]（コラムニスト）
- 水谷加奈[1][2]（文化放送アナウンサー） - 前番組『志の輔ラジオ 気分がいい!』から続投。次番組の『チャレンジ!梶原放送局』にも引き続き出演。

## 主なコーナー
- 世の中 聞き耳 ナナメ読み（ミニコーナーとして、日本ハムファイターズ エキサイティングネットワーク）
- ビジネス トレンド新商品
- 感動クジラ
- えのきど音楽館
- えのきど商店街
- 10時の音楽館
- 先輩・後輩・バカ（中央大学の先輩にあたる寺島尚正アナが登場）
- えのキッドクイズ
- クロネコヤマト 鬼の居ぬ間に こっそりえのきだけ

## 箱番組
- 松山千春 おまたせ!10分（1996年）
- 野沢雅子5色のクレヨン（1996年 - 1997年）
- 三遊亭楽太郎のHARAGUROラジオ（1997年 - 2000年） - 本番組終了後も独立番組として放送。
- 松崎しげる 陽気にGENKI（1996年 - 1998年）
- 米長邦雄の人生さわやか流（1998年 - 2000年）